# Eschborn–Frankfurt 2021
58. ročník jednodenního cyklistického závodu Eschborn–Frankfurt se konal 19. září 2021 v Německu. Závod dlouhý 187,6 km vyhrál Belgičan Jasper Philipsen z týmu Alpecin–Fenix. Na druhém a třetím místě se umístili Němec John Degenkolb (Lotto–Soudal) a Nor Alexander Kristoff (UAE Team Emirates). Závod se měl původně konat 1. května 2021, ale musel být odložen kvůli pandemii covidu-19.

## Týmy
Závodu se zúčastnilo celkem 20 týmů, z toho 13 UCI WorldTeamů a 7 UCI ProTeamů. Každý tým přijel se sedmi jezdci kromě týmu Arkéa–Samsic, který přijel s 6 jezdci. Celkem se na start postavilo 139 jezdců, do cíle ve Frankfurtu dojelo 91 z nich.
UCI WorldTeamy
- AG2R Citroën Team
- Bora–Hansgrohe
- Cofidis
- Intermarché–Wanty–Gobert Matériaux
- Israel Start-Up Nation
- Lotto–Soudal
- Movistar Team
- Team Bahrain Victorious
- Team BikeExchange
- Team DSM
- Team Jumbo–Visma
- Trek–Segafredo
- UAE Team Emirates

UCI ProTeamy
- Alpecin–Fenix
- Arkéa–Samsic
- B&B Hotels p/b KTM
- Bingoal Pauwels Sauces WB
- Gazprom–RusVelo
- Sport Vlaanderen–Baloise
- Uno-X Pro Cycling Team

## Výsledky
| Pořadí | Jezdec                    | Tým                                | Čas        |
| ------ | ------------------------- | ---------------------------------- | ---------- |
| 1      | Jasper Philipsen (BEL)    | Alpecin–Fenix                      | 4h 28' 03" |
| 2      | John Degenkolb (GER)      | Lotto–Soudal                       | + 0"       |
| 3      | Alexander Kristoff (NOR)  | UAE Team Emirates                  | + 0"       |
| 4      | Andrea Pasqualon (ITA)    | Intermarché–Wanty–Gobert Matériaux | + 0"       |
| 5      | Pascal Ackermann (GER)    | Bora–Hansgrohe                     | + 0"       |
| 6      | Iván García Cortina (ESP) | Movistar Team                      | + 0"       |
| 7      | Christophe Laporte (FRA)  | Cofidis                            | + 0"       |
| 8      | Mike Teunissen (NED)      | Team Jumbo–Visma                   | + 0"       |
| 9      | Michael Matthews (AUS)    | Team BikeExchange                  | + 0"       |
| 10     | Fred Wright (GBR)         | Team Bahrain Victorious            | + 0"       |